# 冯村镇
冯村镇，是中华人民共和国陕西省渭南市大荔县下辖的一个乡镇级行政单位。

## 行政区划
冯村镇下辖以下地区：
冯村、杨家庄村、贺家洼村、张家洼村、榆村、新庄村、仁庄村、雷寨村、平王村、严庄村、党川村、南堡村和船舍村。